# Cà Nove de' Biazzi
Cà Nove de' Biazzi è una frazione del comune cremonese di Torre de' Picenardi posta a est della frazione di San Lorenzo.

## Storia
La località era un piccolo villaggio agricolo di antica origine del Contado di Cremona
Il 10 giugno 1757 il villaggio risultava l'unica frazione di San Lorenzo
Cà Nove venne citato in alcuni documenti del Dott.F.C.Carreri che racconta di lettere risalenti al 1468 e 1472, dei podestà di Isola Dovarese e di Canneto al Marchese di Mantova per informarlo della peste scoppiata proprio a Cà Nove e San Lorenzo.
Il nome Cà Nove significa "case nuove", Biazzi è il cognome di una famiglia del luogo, nota per aver dato un militare, Biazo, ai Gonzaga di Mantova, come scritto dal Vicario di Mariana in una lettera del 4 settembre 1511. I Biazzi avevano possedimenti in questo luogo e lo stesso Biazo ne ricevette in premio per il suo valore militare.